# 兵营站
兵營站（：／ Byeongyeong yeok */?）曾为韩国铁路东海南部线上的一个车站，位于蔚山中区兵营1洞，已于1992年废止。

## 历史
- 1921年10月25日 - 落成使用。
- 1936年12月1日 - 轨距变更为标准轨。
- 1953年2月15日 - 车站等级升级为普通站。
- 1992年8月20日 - 停止使用。